# Лясек (Малопольське воєводство)
Лясек (пол. Lasek) — село в Польщі, у гміні Новий Торг Новотарзького повіту Малопольського воєводства.
Населення — 1751 особа (2011).
У 1975-1998 роках село належало до Новосондецького воєводства.

## Демографія
Демографічна структура станом на 31 березня 2011 року:
|          | Загалом | Допрацездатний вік | Працездатний вік | Постпрацездатний вік |
| -------- | ------- | ------------------ | ---------------- | -------------------- |
| Чоловіки | 867     | 234                | 555              | 78                   |
| Жінки    | 884     | 214                | 529              | 141                  |
| Разом    | 1751    | 448                | 1084             | 219                  |